# Garéguine II Nersissian
Garéguine II ou Karekine II (en arménien Գարեգին Բ ; né Ktrij Nersissian dans le village de Voskehat, près d'Etchmiadzin, en 1951) est l'actuel Patriarche suprême et Catholicos de tous les Arméniens (depuis le 27 octobre 1999). Il est le plus haut dignitaire de l'Église apostolique arménienne.

## Biographie
19 mars 2013 : il assiste à la messe inaugurale du pontificat du pape François à Saint-Pierre de Rome.

Le jeudi 23 avril 2015, lors d'une célébration du centenaire du génocide arménien, il procède à la canonisation des martyrs morts durant le génocide. De toute la chrétienté depuis ses origines, il s'agit de la canonisation la plus importante en nombre de personnes jamais effectuée,. La dernière canonisation ayant eu lieu dans l'Église apostolique arménienne avant celle-ci remonte au XVe siècle. Il s'agit de celle de Grégoire de Tatev.